# Hanns Blaschke
Hanns Blaschke (1 de abril de 1896 em Viena - 25 de outubro de 1971 em Salzburgo) foi um político austríaco. Membro do Partido Nazi (NSDAP), foi prefeito de Viena de 30 de dezembro de 1943 a 6 de abril de 1945.